# Ceropegia arenaria
Ceropegia arenaria ist eine Pflanzenart aus der Unterfamilie der Seidenpflanzengewächse (Asclepiadoideae). Die Art ist in Südafrika beheimatet. Sehr ungewöhnlich für die Gattung Ceropegia wächst die Art in einem Dünenwald nahe der Küste auf Sandboden.

## Merkmale

### Vegetative Merkmale
Ceropegia arenaria ist eine ausdauernde Pflanze mit kriechenden oder klimmenden, aber nicht windenden Trieben und fleischig verdickten, leicht sukkulenten, büscheligen Wurzeln. Die sukkulenten Triebe haben einen Durchmesser von 3 bis 4 mm und sind stielrund. Sie sind dunkel- bis hellgrün gemustert, die Oberfläche ist matt. An den Knoten können auch Rhizome gebildet werden. Die Blätter sind gestielt, die Stiele bis 2 mm lang. Die nur leicht sukkulenten, eiförmigen bis lanzettlichen Blattspreiten sind bis 4 cm lang und 2,5 cm breit. Die Blätter erscheinen oft hinfällig.

### Blütenstand und Blüten
Der Blütenstand besteht aus zwei oder drei Blüten. Er ist gestielt, der Stiel 5 bis 15 mm lang. Die Blüten öffnen sich nacheinander. Die fünfzähligen, mit doppelter Blütenhülle versehenen zygomorphen Blüten sind zwittrig.
Die Blütenstiele erreichen eine Länge von 5 bis 10 mm. Die Kelchblätter sind lanzettlich geformt und 4 bis 5 mm lang. Die fünf Kronblätter sind großenteils röhrenartig verwachsen und bilden eine bis 6 cm lange (hohe) Blütenkrone. Sie ist weißlich-gelb mit purpurfarbenen Flecken. Der Kronkessel teilt sich in zwei Abschnitte, einen basalen, länglich-eiförmigen, bis 14 mm langen Teil, der durch einen leichten Knick und
eine Einschnürung von einer kugeligen Anschwellung gefolgt wird. Dieser Teil hat einen Durchmesser von 6 bis 7 mm. In der Mitte der Kronröhre ist der geringste Durchmesser mit ca. 4 mm erreicht; zur Blütenöffnung erweitert sich die Krone trichterartig bis auf rund 15 mm Durchmesser. Die 20 bis 25 mm langen Kronblattzipfel sind linealisch-spatelig geformt mit einer dreieckigen Basis. Die Lamina sind vollständig entlang der Längsachse zurückgebogen und bilden innen Kielle aus. Die Spitzen sind miteinander verbunden und bilden eine käfigartige, mittig stark eingeschnürte Struktur; die inneren Kiele der Kronblattzipfel berühren sich hier oder kommen sich zumindest recht nahe. In der unteren Hälfte sind die Kronblattzipfel innen hellgelb mit braunen behaarten Rändern (mittig in Kontakt); in der oberen Hälfte sind sie braunrot. Die Ränder sind hier purpurfarbenen, bis 6 mm langen und beweglichen Haare besetzt.
Die Nebenkrone ist mehr oder weniger sitzend, misst 5 × 4 mm und ist an der Basis becherartig verwachsen. Die interstaminalen (äußeren) Nebenkronblattzipfel sind bis 3 mm lang, am oberen Ende tief 3-geteilt eingeschnitten, wobei der mittlere Fortsatz sehr kurz ist, die beiden äußeren Fortsätzen sind dagegen dreieckig gespitzt und aufrecht stehend. Die staminalen (inneren) Nebenkronblattzipfel sind dagegen linealisch, ca. 3 mm lang, aufrecht stehend und sich an den Enden zusammeneigend.

### Früchte und Samen
Früchte und Samen sind bisher nicht bekannt.

## Geographische Verbreitung und Ökologie
Die Art ist bisher nur von einem kleinen Areal zwischen Mpangazi-See und der Sodwana-Bucht in KwaZulu-Natal, Südafrika bekannt geworden. Sie wächst dort in einem Dünenwald auf sandigem Boden im Gestrüpp. Ulrich Meve spekuliert über einen eventuell hybridogenen Ursprung der "Art" – "mit C. denticulata und
C. cimiciodora als mögliche Eltern".